# Kuno Klötzer
Pour les articles homonymes, voir Klötz.
Kuno Klötzer, né le 19 avril 1922 à Geyer et mort le 6 août 2011 à Norderstedt, est un entraîneur de football allemand. 
Il est principalement connu pour ses succès avec Hambourg qu'il a mené à la victoire lors de la Coupe d'Europe des vainqueurs de coupe de football 1976-1977. 

## Biographie
De 1953 à 1957, il entraîne pour la première fois Fortuna Düsseldorf en « Oberliga West », avec Matthias Mauritz, Erich Juskowiak et Toni Turek, le « dieu du football » et champion du monde de 1954.
Lors de la saison 1957-58, il est le dernier entraîneur de l'équipe du Hanovre 96 à voir son équipe évoluer dans son antre Radrennbahn am Pferdeturm (avant que le club ne déménage la même année pour le Niedersachsenstadion).

## Palmarès
- Vainqueur de la Coupe d'Europe des vainqueurs de coupe de football 1976-1977.
- Vainqueur de la Coupe d'Allemagne de football en 1976.